# McOndo
McOndo es una corriente literaria de Hispanoamérica surgido en la década de los noventa como reacción contra la escuela literaria del realismo mágico, que dominaba la recepción europea de la literatura de América Latina desde 1960.
Se caracteriza por describir escenarios realistas, sin exagerar ni enfatizar un supuesto exotismo y colorido latinoamericano, prefiriendo ambientes urbanos con referencias a la cultura pop y a la vida cotidiana de la América Latina de fines del siglo XX. Asimismo el trasfondo de McOndo es más apolítico e individualista, relegando a segundo plano la búsqueda deliberada de una identidad latinoamericana.
Los autores pertenecientes al movimiento nacieron generalmente entre 1959 (año de la revolución cubana) y 1962 (año en que la televisión llega a Chile y se celebra la Copa Mundial de Fútbol en ese país); además muchos de ellos tienen una educación cosmopolita, habiendo crecido, o vivido su juventud temporalmente en el extranjero. Si bien el grupo McOndo es generalmente considerado un fenómeno del continente americano, incluye asimismo unos cuantos escritores españoles:

"España, en tanto, está presente porque nos sentimos muy cercanos a ciertos escritores, películas y a una estética que sale de la península que ahora es europea, pero que ya no es la madre patria. Los textos españoles no poseen ni toros ni sevillanas ni guerra civil, lo que es una bendición. Los nuevos autores españoles no sólo son parte de la hermandad cósmica sino son primos muy cercanos, que a lo mejor pueden hablar raro (de hecho, todos hablan raro y usan palabras y jergas particulares) pero están en la mismo sintonía." Alberto Fuguet y Sergio Gómez

## Historia
En las décadas de los 80 y del 90, muchos escritores latinoamericanos vieron frustrados repetidamente sus intentos de publicar su trabajo fuera de América Latina, pues los editores de Estados Unidos y Europa creían que las obras de los recién llegados no eran lo suficientemente «latinoamericanas». Esto significaba que dichos autores no parecían lo suficientemente pintorescos ni folclóricos como para poder colocarlos en el mercado literario del Primer Mundo como obras "latinoamericanas". A la sazón, el mercado editorial europeo o estadounidense prefería publicar las obras de autores representativos del realismo mágico ya consagrados como Gabriel García Márquez, o de lo real maravilloso como Alejo Carpentier y Carlos Fuentes, o del realismo urbano de las grandes ciudades, como es el caso de Mario Vargas Llosa. 
En tal sentido el chileno Alberto Fuguet narraba que en la década de 1980 sus relatos eran rechazados por editoriales estadounidenses que le daban una recomendación: "agrega a tus textos algo de folklore, cosas tropicales y exóticas, entonces vuelve a visitarnos". En tal sentido los caracteres propios del realismo mágico habrían degenerado, según Fuguet, en meros recursos estilísticos o en cliché para darle aspecto fantástico y exótico a la narrativa de América Latina, apenas para satisfacer el gusto de los lectores de Europa y Estados Unidos, expresando Fuguet su disconformidad por el pensamiento de los editores estadounidenses para quienes "lo latinoamericano se reduce a usar siempre sombreros y machetes, y que aparezcan señoritas bailando guaracha". 
Precisamente las transformaciones políticas y sociales de América Latina en la década de 1980 habían causado un gran crecimiento de las ciudades gracias a la migración rural, donde los problemas propios de la gran urbe se hacían comunes, mientras que la globalización y el auge de la tecnología impactaban incluso en las capas pobres de la sociedad con la difusión de la radio y la televisión a escala masiva, causando situaciones que no podrían relatarse a partir del realismo mágico y donde este estilo se había devaluado como un estereotipo que no podía reflejar una realidad nueva y mucho más agresiva.

"El nombre (¿marca-registrada?) McOndo es, claro, un chiste, una sátira, una talla. Nuestro McOndo es tan latinoamericano y mágico (exótico) como el Macondo real (que, a todo ésto, no es real sino virtual). Nuestro país McOndo es más grande, sobrepoblado y lleno de contaminación, con autopistas, metro, tv-cable y barriadas. En McOndo hay McDonald´s, computadores Mac y condominios, amén de hoteles cinco estrellas construidos con dinero lavado y malls gigantescos. En nuestro McOndo, tal como en Macondo, todo puede pasar, claro que en el nuestro cuando la gente vuela es porque anda en avión o están muy drogados. Latinoamérica, y de alguna manera Hispanoamérica (España y todo el USA latino) nos parece tan realista mágico (surrealista, loco, contradictorio, alucinante) como el país imaginario donde la gente se eleva o predice el futuro y los hombres viven eternamente. Acá los dictadores mueren y los desaparecidos no retornan. El clima cambia, los ríos se salen, la tierra tiembla y Don Francisco coloniza nuestros inconscientes. Existe un sector de la academia y de la intelligentsia ambulante que quieren venderle al mundo no sólo un paraíso ecológico (¿el smog de Santiago?) sino una tierra de paz (¿Bogotá?, ¿Lima?). Los más ortodoxos creen que lo latinoamericano es lo indígena, lo folklórico, lo izquierdista. Nuestros creadores culturales sería gente que usa poncho y ojotas. Mercedes Sosa sería latinoamericana, pero Pimpinela, no. ¿Y lo bastardo, lo híbrido? Para nosotros, el Chapulín Colorado, Ricky Martin, Selena, Julio Iglesias y las telenovelas (o culebrones) son tan latinoamericanas como el candombe o el vallenato. Hispanoamérica está lleno de material exótico para seguir bailando al son de El cóndor pasa o Ellas bailan solas de Sting. Temerle a la cultura bastarda es negar nuestro propio mestizaje. Latinoamérica es el teatro Colón de Buenos Aires y Machu Picchu, Siempre en Domingo y Magneto, Soda Stereo y Verónica Castro, Lucho Gatica,Gardel y Cantinflas, el Festival de Viña y el Festival de Cine de La Habana, es Puig y Cortázar, Onetti y Corín Tellado, la revista Vuelta y los tabloides sensacionalistas." Alberto Fuguet y Sergio Gómez

El término McOndo fue acuñado para hacer juego de palabras con Macondo, la población ficticia que sirve de trasfondo en la novela mágico-realista Cien años de soledad. La palabra McOndo, creada por el escritor chileno Alberto Fuguet, al mismo tiempo intenta describir el ambiente cotidiano en América del Sur, que en vez de mujeres que vuelan o alquimistas legendarios, es mucho más mundano y se ve envuelto cada vez más entre «McDonald's, Macintoshes y condominios» gracias a la globalización y a la influencia cultural de Estados Unidos. 
Se considera comúnmente que 1996 es el año de nacimiento del movimiento como corriente literaria, al publicarse en Santiago de Chile la compilación de historias cortas titulada McOndo editada por Sergio Gómez y Alberto Fuguet. La fiesta de lanzamiento fue precisamente en un restaurante McDonald's.

## Rasgos

### Entorno urbano antes que rural
De hecho, gran parte de la narrativa de McOndo se caracteriza por mostrar historias en un contexto urbano, a menudo en las periferias empobrecidas de las grandes ciudades latinoamericanas (villa miseria, comuna, callampa, barriada, o ciudad perdida, según el país), sujetas a la influencia de la cultura urbana en todas sus manifestaciones (auge de la televisión, econompia basada en el comercio menudo o los servicios informales, mayor libertad sexual, delincuencia común incrementada), en tanto el crecimiento demográfico latinoamericano después de 1980 significó un aumento significativo de la población urbana, la cual por vez primera superaba numéricamente a la población rural debido a una enorme migración del campo a la ciudad desde la década de 1970. 
Este cambio de contexto implicaba que retratar la sociedad latinoamericana necesitaba tener en cuenta el entorno urbano como escenario principal, donde ahora vivía la mayoría de latinoamericanos. A su vez, significaba que el ambiente campesino tan empleado por las obras del realismo mágico no podía seguir siendo el único escenario literario posible, y que más bien resultaba cada vez menos realista emplearlo como trasfondo de una literaria. 

### Violencia
La violencia pierde su aura romántica e inusual que le daban las novelas del boom latinoamericano, pues en los relatos del estilo McOndo surgen cuadros de violencia extrema y brutal; además no es un elemento esporádico sino que puede aparecer en la vida diaria de sus personajes. Esta "nueva" violencia no es consecuencia necesariamente de un dictadura ni del bandolerismo, sino que suele estar relacionada con situaciones mucho más complejas y cotidianas como la delincuencia o el narcotráfico en centros urbanos (por ejemplo, la violencia en novelas como La virgen de los sicarios o en Rosario Tijeras).
Asimismo, la descripción de la violencia suele ser mucho menos sutil, y sus orígenes resultan ser cada vez más impersonales y no producto de la decisión del un personaje (un "caudillo" típico, por ejemplo), siendo que se muestra el ambiente marginal de la delincuencia organizada sin mayores reparos. Esto es una diferencia notable en tanto la  delincuencia urbana y el narcotráfico resultaban ser problemas cotidianos en Latinoamérica desde la década de 1980 pero casi nunca eran mostrados en las obras del realismo mágico. 

### Sexualidad
Las novelas de McOndo suelen también retratar la sexualidad de hombres y mujeres en forma mucho más explícita que en el pasado, sin recurrir siquiera al erotismo para presentarla, sino mostrando las conductas sexuales de modo realista y sin ambages. Así, se tratan abiertamente y sin eufemismos diversos temas considerados tabú en Latinoamérica: promiscuidad sexual de ambos géneros, la homosexualidad, o la prostitución, cuyas menciones eran mucho más pequeñas -y esporádicas- en las obras del boom latinoamericano. Asimismo, la violencia sexual sigue siendo mostrada, pero de forma mucho más frecuente, y más explícita, que en las obras del realismo mágico, unidas a un ácido cuestionamiento del machismo latinoamericano que rara vez aparecía en el pasado.

### Ideología
Un rasgo también notable del McOndo es la ausencia de ideología política específica como núcleo motivador de un estilo. Si bien muchos autores del realismo mágico definieron sus textos de acuerdo a la Revolución Cubana y al Mayo del 68 (episodios que ocurren en plena adultez de los autores del boom latinoamericano); por el contrario, los autores del McOndo inician sus carreras cuando tales sucesos ya perdieron novedad y cuando la Caída del Muro de Berlín] y la Disolución de la Unión Soviética han enfriado el entusiasmo -a favor o en contra- por las doctrinas marxistas tan presentes en la década de 1960. 
De hecho las obras del estilo McOndo no muestran una estricta definición política de sus autores, no expresan un "compromiso" con un partido político concreto, ni pretenden servir como "base" a una doctrina ideológica específica, resultando mayormente apolíticos o incluso mostrando desencanto y escepticismo ante los discursos ideológicos de todo tipo.

## Críticas
La ruptura del McOndo con la tradición literaria latinoamericana causó una subsiguiente polémica. Hubo críticos literarios detractores de esta corriente que calificaron a los autores McOndianos como "entreguistas", "superficiales", y yuppies que ignoraban la tradición literaria de América Latina ya consagrada a nivel mundial, además de insinuar en sus textos que los grandes problemas económicos y culturales lationoamericanos ya no eran relevantes para la literatura. Pese a esto algunos autores del boom latinoamericano como Carlos Fuentes habían defendido los méritos de McOndo como un acercamiento literario a una nueva realidad latinoamericana "del presente, no del ayer".
En años posteriores miembros del movimiento como Edmundo Paz Soldán han implicado que McOndo también estereotipaba en exceso a América Latina, pues esta región sigue estando demasiado atrasada como para definirla como un lugar puramente urbano "donde la mayoría tiene celulares", declarando el propio Paz Soldán que Latinoamérica estaba "llena de islas de modernidad en un océano premoderno" aunque aceptando que McOndo podía mostrar en varios planos una visión más actualizada de la realidad latinoamericana.
Según el crítico literario Álvaro Bisama, aunque McOndo impone una marca, hay «algo de publicidad y marketing ahí».